# Бикватернион
Бикватернионы — комплексификация (расширение) обычных (вещественных) кватернионов.

## Определение
Бикватернионы можно описать как множества чисел вида «{\displaystyle w+xi+yj+zk}»,   где w, x, y, z — те или иные «специальные комплексные числа». Альтернативный способ введения — Процедура Кэли — Диксона: это гиперкомплексные числа вида «{\displaystyle a+Ib}»,  где a, b — любые кватернионы, а I — «мнимая единица расширения». Известны три разных вида бикватернионов в зависимости от того, какого типа «комплексные» числа положены в основу этого представления (иначе говоря, каковы свойства расширяемой операции умножения для числа «I»):
- эллиптические (ординарные) (если {\displaystyle I^{2}=-1});
- параболические (дуальные) (если {\displaystyle I^{2}=0});
- гиперболические (двойные) (если  {\displaystyle I^{2}=+1});

## История и применения
Об ординарных бикватернионах написал Гамильтон в 1844 г. (см. Труды Ирландской Королевской Академии 1844 и 1850 стр.388). В число наиболее видных сторонников этих бикватернионов следует включить Александра Макфарлейна, Артура У. Конвея, Людвика Зильберштейна и Корнелиуса Ланцоша. Единичная квазисфера бикватернионов обеспечивает представление группы Лоренца, на которой основана специальная теория относительности.
Двойные кватернионы изучал Уильям Клиффорд. Дуальные кватернионы инструментально обеспечивают нестандартный анализ обычных кватернионов. Далее, если не оговорено, речь идёт об ординарных бикватернионах.

## Свойства
«Алгебра бикватернионов» есть тензорное произведение алгебр {\displaystyle \mathbb {C} \otimes \mathbb {H} } (взятое над вещественными числами), где {\displaystyle \mathbb {C} } — та или иная алгебра комплексных чисел, а {\displaystyle \mathbb {H} } — алгебра обычных (вещественных) кватернионов. Как {\displaystyle \mathbb {C} }-алгебра бикватернионы изоморфны алгебре комплексных матриц 2x2 M2({\displaystyle \mathbb {C} }).

### Матричное представление
Есть три комплексные матрицы с мнимой единицей {\displaystyle h}, для которых:
{\displaystyle {\begin{pmatrix}h&0\\0&-h\end{pmatrix}}{\begin{pmatrix}0&1\\-1&0\end{pmatrix}}} = {\displaystyle {\begin{pmatrix}0&h\\h&0\end{pmatrix}}.} 
Притом квадрат каждой из этих матриц есть «минус единичная матрица», а если произведению этих матриц сопоставить произведение чисел {\displaystyle ij=k;ji=-k}. Получаем, что порождаемая этим матрицами подгруппа матричной группы изоморфна группе кватернионов. Следовательно, если сопоставить
матрице {\displaystyle {\begin{pmatrix}u+iv&w+ix\\-w+ix&u-iv\end{pmatrix}}} бикватернион {\displaystyle q=u+iv+jw+kx},
то для данной 2×2 комплексной матрицы всегда существуют комплексные величины {\displaystyle u,v,w,x} в этой форме. Иначе говоря, кольцо комплексных матриц изоморфно кольцу (ординарных) бикватернионов.

### Скалярно-векторное представление
Произвольный бикватернион {\displaystyle A} есть сумма (связка) комплекснозначных
числа («скаляра») {\displaystyle \alpha =Sc(A)}
и трёхмерного вектора {\displaystyle \mathbf {a} =Vc(A)}:
{\displaystyle A=\alpha +\mathbf {a} =(\alpha ,\mathbf {a} )}
Возможны два типа скалярно-векторного представления в зависимости от вида произведения двух бикватернионов.
Оба представления эквивалентны. В случае стандартного представления произведение {\displaystyle A=(\alpha ,\mathbf {a} )} и {\displaystyle B=(\beta ,\mathbf {b} )}
имеет вид:
{\displaystyle AB=(\alpha \beta -(\mathbf {a} \mathbf {b} ),\alpha \mathbf {b} +\beta \mathbf {a} +[\mathbf {a} \mathbf {b} ])},
где {\displaystyle (\mathbf {a} \mathbf {b} )} и {\displaystyle [\mathbf {a} \mathbf {b} ]} — скалярное и векторное произведения соответственно.
В случае комплексного представления:
{\displaystyle AB=(\alpha \beta +(\mathbf {a} \mathbf {b} ),\alpha \mathbf {b} +\beta \mathbf {a} +i[\mathbf {a} \mathbf {b} ])}
Так определённое произведение для двух вещественных бикватернионов даёт в общем случае комплекснозначный бикватернион.
Бикватернион, сопряженный данному {\displaystyle A=(\alpha ,\mathbf {a} )}, есть:
{\displaystyle {\overline {A}}=(\alpha ,-\mathbf {a} )}
Квадрат модуля бикватерниона {\displaystyle A=(\alpha ,\mathbf {a} )} есть комплексное число:
{\displaystyle |A|^{2}=A{\overline {A}}={\overline {A}}A=\alpha ^{2}-\mathbf {a} ^{2}}
Последний обладает свойством мультипликативности:
{\displaystyle |AB|^{2}=|A|^{2}|B|^{2}}
Операции сопряжения и комплексного сопряжения, примененные к произведению бикватернионов, меняют порядок сомножителей:
{\displaystyle {\overline {AB}}={\overline {B}}{\overline {A}}}
{\displaystyle (AB)^{*}=B^{*}A^{*}}
Все бикватернионы подразделяются на нулькватернионы — с нулевым квадратом модуля, и остальные — ненулевые бикватернионы. Каждый из этих классов замкнут относительно операции умножения.

### Подалгебры
При рассмотрении (ординарных) бикватернионов как алгебры над полем вещественных чисел {\displaystyle \mathbb {R} } набор {\displaystyle \{1,I,i,Ii,j,Ij,k,Ik\}} образует базис, эта алгебра имеет вещественную размерность пространства восемь.
Притом квадраты всех элементов {\displaystyle Ii,Ij,Ik} равны {\displaystyle +1}. Значит, вещественная подалгебра, образуемая
{\displaystyle \lbrace x+y(Ii):x,y\in R\rbrace }, изоморфна кольцу, которое образуют двойные числа (с алгебраической структурой, аналогичной строящейся над единичной гиперболой). Элементы {\displaystyle Ij,Ik} определяют такие же подалгебры.
Элементы {\displaystyle \lbrace x+yj:x,y\in C\rbrace } образуют подалгебру, изоморфную бикомплексным числам.
Третий вид подалгебры, т. н. «кокватернионы», порождается {\displaystyle Ij,Ik}, так как вещественное линейное подпространство с базисом {\displaystyle \{1,i,Ij,Ik\}} замкнуто по умножению (ведь {\displaystyle Ij\cdot Ik=-i}. Указанный базис образует диэдральную группу квадрата, а кокватернионы изоморфны алгебре вещественных матриц 2х2.
Квантовая механика и спинорная алгебра трактуют бикватернионы {\displaystyle Ii,Ij,Ik} (или их отрицание), рассматривая их в преставлении {\displaystyle M(2,C)} как матрицы Паули.